# Seznam azerbajdžanskih inženirjev
Seznam azerbajdžanskih inženirjev.

## A
- Agha Aminov
- Mirza Asadullayev
- Agha Ashurov

## G
- Solomon Grobshtein

## L
- Alish Lambaranski

## M
- Khudadat bey Malik-Aslanov

## R
- Artur Rasizade